# كريم المحروس
كريم المحروس. هو عالم دين وناشط سياسي وصحفي وكاتب بحراني باحث في مركز التثقيف الإسلامي في لندن. متزوج وله بنت وولدان.

## حياته
ولد في قرية النعيم بالقرب من العاصمة المنامة بتاريخ 1 سبتمبر 1958.
تلقى تعليمه الابتدائي والإعدادي والثانوي في ثلاث مدارس، هي السلمانية الابتدائية، والنعيم الثانوية، والحورة الثانوية.
حصل على منحة دراسية في بغداد، لكن حادث مقتل عبد الله المدني والظروف الأمنية المشددة ضد الدارسين في بغداد، حال دون التحاقه بالدراسة الجامعية في العراق.
أكمل دراسته الجامعية في لندن سنة 1997، وحصل على شهادة البكالوريوس في الشريعة الإسلامية. وأنهى الماجستير سنة 2001، وبدأ للتحضير لرسالة الدكتوراه في «حركة الإصلاح في الحوزات الدينية».
التحق بأول وظيفة له بعد تخرجه من الثانوية العامة مباشرة، في محطة تلفزيون البحرين في العام 1976، ومنها انتقل في عام 1979 إلى العمل كميكانيك آلات تلكس في شركة (كابل آند وآيرلس) لمدة سنتين.

## اعتقاله
اعتقل في نهاية يناير سنة 1980 بمطار البحرين الدولي بتهمة حيازة مطبوعات غير مرخصة والتي كان منها مجلة الشهيد، نشرة صوت المستضعفين) والانتماء لجماعة سياسية . وأودع زنزانة انفرادية في سجن القلعة، وصودر جواز سفره وبعض أوراقه الثبوتية.
أفرجت سلطات الأمن عنه لمدة شهرين متتالين، ثم طلبت وزارة الداخلية منه المثول أمام المحكمة، وفي يوم انعقاد جلسة المحكمة تكتم وخرج من البحرين إلى لبنان.
وفي بيروت، تصدى لإدارة القسم الإعلامي في الجبهة الإسلامية لتحرير البحرين وفرع لجنة الدفاع عن المعتقلين السياسيين في البحرين حتى عام 1990.
في بداية عام 1991 سافر إلى لندن بمشروع سياسي إصلاحي، هو التجمع الإسلامي من أجل الديمقراطية في البحرين، ومن هناك ترأس مركز حقوق الإنسان التابع للتجمع، وشارك في فعاليات سياسية وصحفية مختلفة.
وفي العام 1995 تحدث رسمياً باسم الجبهة الإسلامية لتحرير البحرين حتى عام 1998، وشارك في محافل إعلامية وسياسية عربية وإسلامية مختلفة.
```
أسقطت جنسيته البحرينية بمرسوم ملكي في نهاية مارس 2015 على خلفية نشاطه الإعلامي وتغطيته لوقائع ثورة 14 فبراير عام 2011م
```

## مؤلفاته
- البحرين..الأصالة ومظاهر التغيير السياسي.
- الفرق الإسلامية..المنشأ السياسي وتحولات الصراع.
- جزيرة بلا وطن .
- مناهج الدراسات الدينية (التطور الاجتماعي والبدائل المؤسسة)(رسالة ماجستير)
- الصحيفة الثانية الملعونة (مؤامرة الصحابة واغتيال النبوة والإمامة)
- رؤى معاصرة في جمل معركة عائشة  على فيسبوك.
- جيل الجنة،  يعالج منهج الشك والتشطيب والتاميم في الثقافة البحرانية.
- مات إله الغرابيب وهو كتاب يشتمل على عدد من البحوث في البعد التاريخي المؤدي الى ظهور الاتجاهات الاسلامية وانقلابها الى مذاهب وفرق للخلاص مساوئ الشرعية المفقودة غي نظام الحكم.

## وصلات خارجية
عنوان كريم المحروس على التويتر (@k_almhroos): https://twitter.com/k_almhroos?s=08
- مقالات كريم المحروس على شبكة النبأ المعلوماتية
- مقالات كريم المحروس على شبكة النعيم الثقافية
- مقالات كريم المحروس على موقع ديوان العرب
- مقالات كريم المحروس على الفيسبوك  على فيسبوك.